# Sainte-Alvère-Saint-Laurent Les Bâtons
Sainte-Alvère-Saint-Laurent Les Bâtons – dawna gmina we Francji, w regionie Nowa Akwitania, w departamencie Dordogne. W 2013 roku populacja wyżej wymienionych gmin wynosiła 1052 mieszkańców. 
Została utworzona 1 stycznia 2016 roku z połączenia dwóch wcześniejszych gmin: Sainte-Alvère oraz Saint-Laurent-des-Bâtons. Siedzibą gminy została miejscowość Sainte-Alvère. Przestała istnieć rok później, ponieważ w dniu 1 stycznia 2017 roku z połączenia dwóch ówczesnych gmin – Sainte-Alvère-Saint-Laurent Les Bâtons oraz Cendrieux – utworzono nową gminę Val-de-Louyre-et-Caudeau. Siedzibą gminy została miejscowość Sainte-Alvère.